# William Bonner
William Bonner, pseudonimo di William Bonemer Junior (Ribeirão Preto, 16 novembre 1963), è un giornalista, scrittore, conduttore televisivo e consulente pubblicitario brasiliano, redattore capo e conduttore di Jornal Nacional su Rede Globo.

## Biografia
Bonner è figlio di Maria Luiza Bonemer e del medico William Bonemer.
Nato a Ribeirão Preto, nello stato di San Paolo, si è formato in Comunicazione sociale, Pubblicità e Propaganda alla Escola de Comunicações e Artes dell'Universidade de São Paulo (ECA-USP) nel 1990. 
Ha iniziato la sua carriera professionale nel 1983 come redattore pubblicitario. L'anno seguente è diventato speaker nella Rádio USP FM. Nel 1985 è stato assunto da Rede Bandeirantes SP, dove ha condotto le sue prime trasmissioni. Nel giugno 1986, invitato dalla TV Globo di San Paolo, vi si è trasferito e ha iniziato a dirigere un telegiornale locale, SPTV. Nel 1988 ha presentato anche Fantástico. L'anno seguente si è trasferito a Rio de Janeiro. Ha condotto i tre spazi informativi della principale TV brasiliana: Jornal da Globo tra il 1989 e il 1993, dalla sede di San Paolo, insieme a Fátima Bernardes, Jornal Hoje (di cui è stato caporedattore tra il 1994 e il 1996), e dall'aprile 1996, Jornal Nacional, che presenta ancora oggi. 

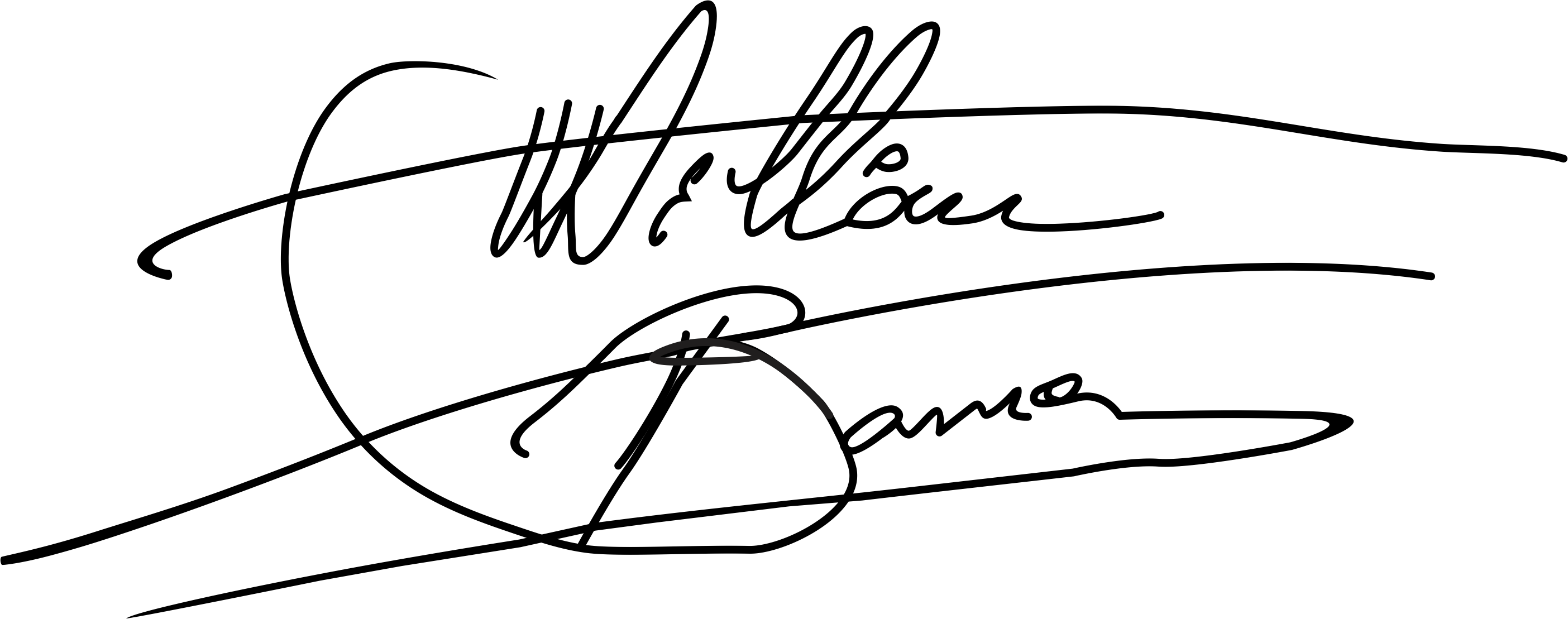
Firma di William Bonner

Nel settembre 2009 ha pubblicato il libro Jornal Nacional: Modo de Fazer, per il 40 ° compleanno del JN, in cui ha mostrato il backstage delle edizioni del telegiornale. Sebbene sia firmato solo da lui, il libro vede anche Fatima Bernardes sulla copertina, insieme a Bonner. Il giornalista ha donato i suoi diritti d'autore alla Escola de Comunicações e Artes da Universidade de São Paulo (ECA/USP). Poco dopo l'uscita del libro, Bonner ha iniziato a fare microblogging su Twitter, il che gli permetterà di essere raggiunto da milioni di persone. Il 3 marzo 2010 ha vinto gli Shorty Awards nella categoria giornalismo: considerato l'Oscar di Twitter, il premio viene assegnato ai migliori utenti, celebrità, attori, attivisti e organizzazioni dell'universo Twitter. Il 30 aprile 2010 ha annunciato annuncia di volersi prendere una pausa da Twitter per dedicarsi di più alla sua salute e agli obblighi professionali. È stato premiato come migliore giornalista del 2009 e del 2013 nel programma Domingão do Faustão. Bonner è anche stato l'unico giornalista ad aver ricevuto il Trofeu Mario Lago.

## Vita privata
Ha sposato la giornalista Fátima Bernardes, con cui ha condotto il Jornal da Globo e il Jornal Nacional, nel 1990: da lei nel 1997 ha avuto tre gemelli, Vinicius, Laura e Beatriz. La fine del matrimonio con Fatima è stata annunciata il 29 agosto 2016. Dal settembre 2018 Bonner è sposato con la fisioterapista Natasha Dantas.

## Televisione
- SPTV (1986-1989)
- Fantástico (1988-1990)
- Jornal da Globo (1989-1993)
- Jornal Hoje (1993-1996)
- Jornal Nacional (dal 1996)

## Opere
- Jornal Nacional - Modo de Fazer (2009)